# Campionat del Món de motocròs 1988
La temporada de 1988 del Campionat del Món de motocròs fou la 32a edició d'aquest campionat, organitzat per la FIM. El calendari oficial constava de 12 Grans Premis, celebrats entre el 17 d'abril i el 14 d'agost.
Aquella temporada, Eric Geboers aconseguí el títol de 500 cc i esdevingué així el primer Campió del Món en tres cilindrades (125, 250 i 500 cc), fet que li suposà el sobrenom de Mr. 875cc. Fou també la primera temporada en què un pilot occità guanyava un mundial: concretament, Jean-Michel Bayle el de 125 cc. D'altra banda, aquell any el Gran Premi d'Espanya de 250 cc es disputà el 24 d'abril a l'Illa d'Eivissa, essent el darrer cop que es feia en algun indret dels Països Catalans fins al 2001, en què es disputà al Circuit de Motocròs de Catalunya, a Bellpuig, lloc on s'ha mantingut des d'aleshores fins a l'actualitat, ara ja com a Gran Premi de Catalunya de motocròs.

## Sistema de puntuació
Barem de puntuació del 1984 al 2000:
| Posició | 1  | 2  | 3  | 4  | 5  | 6  | 7 | 8 | 9 | 10 | 11 | 12 | 13 | 14 | 15 |
| Punts   | 20 | 17 | 15 | 13 | 11 | 10 | 9 | 8 | 7 | 6  | 5  | 4  | 3  | 2  | 1  |

## 500 cc

### Grans Premis
| Ronda | Data         | Gran Premi                    | Lloc           | Guanyador       |
| ----- | ------------ | ----------------------------- | -------------- | --------------- |
| 1     | 17 d'abril   | Gran Premi d'Àustria          | Sittendorf     | Dave Thorpe     |
| 2     | 24 d'abril   | Gran Premi de Suïssa          | Payerne        | Kurt Nicoll     |
| 3     | 8 de maig    | Gran Premi de Suècia          | Sturupsbanan   | Jacky Vimond    |
| 4     | 15 de maig   | Gran Premi de Finlàndia       | Ruskeasanta    | Eric Geboers    |
| 5     | 5 de juny    | Gran Premi d'Alemanya         | Northeim       | Eric Geboers    |
| 6     | 12 de juny   | Gran Premi d'Itàlia           | Lombardore     | Dietmar Larcher |
| 7     | 26 de juny   | Gran Premi dels Estats Units  | Hollister      | Eric Geboers    |
| 8     | 10 de juliol | Gran Premi de Gran Bretanya   | Hawkstone Park | Dave Thorpe     |
| 9     | 17 de juliol | Gran Premi dels Països Baixos | Lichtenvoorde  | Eric Geboers    |
| 10    | 24 de juliol | Gran Premi de San Marino      | Borgo Maggiore | Billy Liles     |
| 11    | 7 d'agost    | Gran Premi de Bèlgica         | Namur          | Håkan Carlqvist |
| 12    | 14 d'agost   | Gran Premi de Luxemburg       | Ettelbruck     | Kurt Nicoll     |

### Classificació final
| Posició | Pilot            | Motocicleta | Punts |
| ------- | ---------------- | ----------- | ----- |
| 1       | Eric Geboers     | Honda       | 333   |
| 2       | Kurt Nicoll      | Kawasaki    | 312   |
| 3       | Dave Thorpe      | Honda       | 251   |
| 4       | Kees Van der Ven | KTM         | 212   |
| 5       | Jacky Vimond     | Yamaha      | 185   |
| 6       | Kurt Ljungqvist  | Yamaha      | 168   |
| 7       | Mark Banks       | Honda       | 159   |
| 8       | Billy Liles      | Kawasaki    | 154   |
| 9       | Jacky Martens    | KTM         | 148   |
| 10      | Hakan Carlqvist  | Kawasaki    | 138   |

## 250 cc

### Grans Premis
| Ronda | Data         | Gran Premi                   | Lloc              | Guanyador          |
| ----- | ------------ | ---------------------------- | ----------------- | ------------------ |
| 1     | 17 d'abril   | Gran Premi de França         | Salindres         | Jeremy Whatley     |
| 2     | 24 d'abril   | Gran Premi d'Espanya         | Eivissa           | Michele Fanton     |
| 3     | 1 de maig    | Gran Premi d'Itàlia          | Arsago Seprio     | John van den Berk  |
| 4     | 15 de maig   | Gran Premi de Txecoslovàquia | Holice            | Roland Diepold     |
| 5     | 22 de maig   | Gran Premi de Gran Bretanya  | Asham Woods       | John van den Berk  |
| 6     | 29 de maig   | Gran Premi de Bèlgica        | Marche-en-Famenne | Rob Herring        |
| 7     | 19 de juny   | Gran Premi d'Alemanya        | Schefflenz        | Pekka Vehkonen     |
| 8     | 26 de juny   | Gran Premi de Iugoslàvia     | Orehova vas       | Pekka Vehkonen     |
| 9     | 24 de juliol | Gran Premi dels Estats Units | Unadilla          | Rick Johnson       |
| 10    | 7 d'agost    | Gran Premi de Veneçuela      | Maracay           | Pekka Vehkonen     |
| 11    | 14 d'agost   | Gran Premi de l'Argentina    | Cosquín           | Giuseppe Andreani  |
| 12    | 28 d'agost   | Gran Premi de Suècia         | Tibro             | Gert-Jan Van Doorn |

### Classificació final
| Posició | Pilot              | Motocicleta | Punts |
| ------- | ------------------ | ----------- | ----- |
| 1       | John Van Den Berk  | Yamaha      | 315   |
| 2       | Pekka Vehkonen     | Cagiva      | 285   |
| 3       | Rodney Smith       | Suzuki      | 230   |
| 4       | Gert-Jan Van Doorn | Cagiva      | 225   |
| 5       | Jeremy Whatley     | Suzuki      | 194   |
| 6       | Soren Mortensen    | Kawasaki    | 170   |
| 7       | Roland Diepold     | Kawasaki    | 167   |
| 8       | Peter Johansson    | Yamaha      | 160   |
| 9       | Michele Fanton     | Yamaha      | 159   |
| 10      | Yannick Kervella   | Honda       | 151   |

## 125 cc

### Grans Premis
| Ronda | Data        | Gran Premi                    | Lloc                 | Guanyador         |
| ----- | ----------- | ----------------------------- | -------------------- | ----------------- |
| 1     | 3 d'abril   | Gran Premi d'Itàlia           | Castiglione del Lago | Jean-Michel Bayle |
| 2     | 10 d'abril  | Gran Premi de Bèlgica         | Genk                 | Jean-Michel Bayle |
| 3     | 17 d'abril  | Gran Premi dels Països Baixos | Mill                 | Dave Strijbos     |
| 4     | 1 de maig   | Gran Premi d'Àustria          | Schwanenstadt        | Dave Strijbos     |
| 5     | 8 de maig   | Gran Premi d'Espanya          | Morón de la Frontera | Jean-Michel Bayle |
| 6     | 15 de maig  | Gran Premi de Portugal        | Águeda               | Dave Strijbos     |
| 7     | 29 de maig  | Gran Premi de Txecoslovàquia  | Sverepec             | Dave Strijbos     |
| 8     | 12 de juny  | Gran Premi d'Alemanya         | Beuern               | Dave Strijbos     |
| 9     | 25 de juny  | Gran Premi d'Irlanda          | Killinchy            | Dave Strijbos     |
| 10    | 3 de juliol | Gran Premi de França          | Blargies             | Jean-Michel Bayle |
| 11    | 14 d'agost  | Gran Premi de Finlàndia       | Kuopio               | Dave Strijbos     |
| 12    | 28 d'agost  | Gran Premi de Suïssa          | Ginebra              | Jean-Michel Bayle |

### Classificació final
| Posició | Pilot             | Motocicleta | Punts |
| ------- | ----------------- | ----------- | ----- |
| 1       | Jean-Michel Bayle | Honda       | 398   |
| 2       | Dave Strijbos     | Cagiva      | 395   |
| 3       | Pedro Tragter     | Honda       | 226   |
| 4       | Alessandro Puzar  | KTM         | 181   |
| 5       | Mike Healey       | Cagiva      | 156   |
| 6       | Massimo Contini   | Cagiva      | 156   |
| 7       | Corrado Maddi     | Honda       | 151   |
| 8       | Bob Moore         | KTM         | 139   |
| 9       | Alain lejeune     | Honda       | 139   |
| 10      | Georges Jobé      | Honda       | 132   |

## Resum: Podi final 1988
|           | 500 cc       | 500 cc | 250 cc            | 250 cc | 125 cc            | 125 cc |
| Campió    | Eric Geboers | Honda  | John Van Den Berk | Yamaha | Jean-Michel Bayle | Honda  |
| Subcampió | Kurt Nicoll  | Honda  | Pekka Vehkonen    | Cagiva | David Strijbos    | Honda  |
| Tercer    | David Thorpe | Honda  | Rodney Smith      | Suzuki | Pedro Tragter     | Honda  |